# Konidie

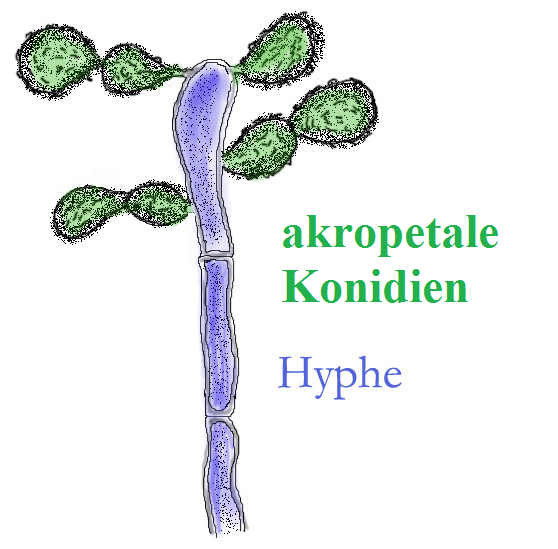
Konidiosporen

Konidien (Syn. Konidiosporen, Akrosporen, Conidien) nennt man eine bestimmte Form von Sporen der Pilze, aber auch von Prokaryoten der Gattung Streptomyces. Bei den Pilzen zählen sie zu den Mitosporen, werden folglich ungeschlechtlich (mitotisch) außerhalb des Sporangiums durch Umbildung von Hyphen oder an Konidienträgern gebildet. Sie sind die für die höheren Pilze (Asco- und Basidiomyceten) charakteristischen Verbreitungsorgane der vegetativen Vermehrung. Bei der Gattung Streptomyces, die zu den grampositiven Bakterien gehört, werden sie durch einfache Bildung von Querwänden im vielkernigen Sporophor generiert.
Ein- oder mehrzellige sowie einfache oder komplizierte Formen sind möglich. Ebenso können Konidien in der Oberfläche glatt oder strukturiert, klein oder groß, farblos oder intensiv gefärbt sein.
Konidien werden von vielen Hautpilzen (Dermatophyten) gebildet. In der medizinischen Mykologie unterscheidet man die einzelligen Mikrokonidien und die mehrzelligen Makrokonidien.
Konidien treten beispielsweise im Sommer beim Apfelschorf auf und spielen als Auslöser vieler Pflanzenkrankheiten eine zentrale Rolle.
Auch einige Edelschimmel, die in der Käserei zum Einsatz kommen, gehören zu den konidienbildenden Schimmelpilzen, z. B. Penicillium camemberti und Penicillium candidum.

## Typen
Je nach der Bildung der Konidien werden verschiedene Typen unterschieden:
- Aleurisporen werden aus dem aufgeblähten Ende einer Hyphe oder einer seitlichen Aufblähung gebildet und durch Septen abgetrennt.
- Arthrosporen oder Oidien werden gebildet, indem bestehende Hyphen durch Septen gegliedert werden und die einzelnen Segmente dann zu Sporen umgebildet werden.
- Blastosporen bilden sich als Ausstülpungen an Hyphenspitzen oder anderen Positionen und reifen von der Basis her. Sie trennen sich ohne die Bildung von Septen ab. Bilden sich Blastosporen an Nebenachsen, werden sie als Sympodiosporen bezeichnet. Daneben existieren eine Reihe von Sporentypen, die je nach Autor als Spezialfälle der Blastospore oder als eigener Typ angesehen werden:
  - Porosporen sind dickwandig und werden einzeln oder in Wirteln durch Poren in der Zellwand der sporentragenden Hyphen gebildet und können auch als von der Basis zu Spitze wachsende Ketten gebildet werden.
  - Radulasporen werden nebeneinander an kleinen Zähnchen gebildet, die kammartig an der Spitze der sporentragenden Hyphen stehen.
- Clamydosporen sind die dickwandigen Dauersporen, die interkalar (auf bestimmte Zonen beschränkt) oder durch Anschwellen von Hyphenenden entstehen. Weiterhin ist es eine veraltete Bezeichnung für die Teleutosporen (Brandsporen) der Ustomyzeten.[2]

## Konidienfruchtform
Das asexuelle Reproduktionsstadium eines Pilzes, das aus solchen Konidien entstanden ist, heißt Konidien(frucht)form, Konidienstadium oder auch Nebenfruchtform, imperfekte Form bzw. Anamorphe. Diese imperfekten Fruchtkörper weisen eine andere äußere Gestalt auf als die aus sexuellen Sporen (Asco- oder Basidiosporen) gekeimte perfekte oder Hauptfruchtform bzw. Teleomorphe. Das Konidienstadium wird üblicherweise getrennt vom geschlechtlichen Stadium auf morphologischer Basis klassifiziert, sodass beide Formen in der wissenschaftlichen Nomenklatur unterschiedliche Namen haben. (Beispiel: Der Rotpustelpilz heißt im perfekten Stadium Nectria cinnabarina, während die imperfekte Form als Tubercularia vulgaris bezeichnet wird.) Diese unterschiedliche Benennung begründet sich in einer Zeit, in der man die morphologisch verschiedenen teleo- und anamorphen Fruchtkörper ein und desselben Pilzes noch nicht als ein und dieselbe Art erkennen konnte. Heutzutage ist es oftmals möglich, mittels genetischer und molekularbiologischer Verfahren die Zusammengehörigkeit dieser äußerlich verschiedengestalteten Entwicklungsformen festzustellen. Es können beide Formen nebeneinander vorkommen, oft kommt jedoch das Konidienstadium am häufigsten in der Natur vor. Einige Pilze pflanzen sich sogar ausschließlich ungeschlechtlich fort, sodass von ihnen keine Hauptfruchtform bekannt ist. Historisch wurde sie als Deuteromycetes bzw. Fungi imperfecti bezeichnet.

## Conidiomata
Conidiomata (Singular: Conidioma; auch: Konidioma) sind bei bestimmten Pilzen (Coelomycetes, eine Anamorph-Klasse der Deuteromycotina) fruchtkörperähnliche Strukturen, in denen die Konidienbildung stattfindet. Diese Strukturen sind vom Myzel deutlich abgegrenzt durch eine klar differenzierte Fruchtkörperwand. In ihnen befinden sich die conidiogenen Zellen, d. h. Zellen, aus oder an denen auf ungeschlechtlichem Weg die Konidien entstehen. Conidiomata entsprechen somit im Prinzip den Fruchtkörpern der Asco- und Basidiomyzeten. H. O. Schwantes schlägt vor, solche Strukturen nicht unter dem Begriff Fruchtkörper zusammenzufassen – dieser sollte den Ascocarpen und Basidiocarpen, also teleomorphen Fruchtkörpern vorbehalten bleiben –, sondern sie als Fruktifikationen zu bezeichnen.